# 볏짚색피그미쌀쥐
볏짚색피그미쌀쥐(Oligoryzomys stramineus)는 비단털쥐과 피그미쌀쥐속에 속하는 설치류이다. 브라질 북동부 세하두와 카팅가 생태지역에서만 발견된다. 핵형은 2n=52, FNa=68-70이다.